# Meg Johnson
Meg Johnson là một nữ thi sĩ và giảng viên người Mỹ. Những tác phẩm của cô đã xuất hiện trên nhiều tạp chí văn học, bao gồm Midwestern Gothic, Slipstream Magazine, Word Riot, Hobart, và nhiều tạp chí khác. Tập thơ đầu tiên của cô, Inappropriate Sleepover (Tạm dịch: Lần qua đêm không phù hợp), được phát hành vào năm 2014. Tập thứ hai, Những tội ác của Clara Turlington, được phát hành vào tháng 12 năm 2015, và tập thơ thứ ba của cô, Without: Body, Name, Country (Tạm dịch: Không có: Cơ thể, Tên, Đất nước) được phát hành vào tháng 9 năm 2020. Cô hiện cũng là chủ bút của Tạp chí Thơ Phòng Thay Đồ.

## Cuộc sống và giáo dục đầu đời
Johnson sinh ra và lớn lên ở Ames, Iowa. Cô thích khiêu vũ khi còn nhỏ và viết thơ thời trung học. Cô đã khiêu vũ với khoa khiêu vũ của Đại học Bang Iowa khi còn học trung học và sau đó học khiêu vũ tại Đại học Columbia Chicago và Đại học Iowa. Johnson đã rời đại học sớm để theo đuổi sự nghiệp khiêu vũ chuyên nghiệp. Cô trở thành vũ công chính tại Công ty Khiêu vũ Kanopy, công ty thường trú tại Trung tâm Nghệ thuật Overture ở Madison, Wisconsin. Trong sáu năm ở Kanopy, Johnson trở lại trường học, theo học Cao đẳng Madison và Cao đẳng Edgewood. Ở đó, cô đã được thuyết phục bắt đầu học viết. Cô nhập học ở Đại học Akron và hoàn thành chương trình Thạc sĩ Mỹ thuật Đông Bắc Ohio (NEOMFA) về viết sáng tạo (creative writing) vào năm 2014.

## Sự nghiệp
Trong thời gian cô làm việc với vai trò một vũ công tại Công ty Khiêu vũ Kanopy, Johnson đã đảm nhận nhiều vai trò và biên đạo các điệu nhảy của riêng mình. Cô trở thành vũ công chính tại công ty giữa nhiệm kỳ của mình. Cô cũng từng là giáo viên dạy khiêu vũ tại Trường Biên đạo múa và Biên đạo múa đương đại Kanopy.
Từ năm 2009, Johnson bắt đầu gửi các bài thơ của mình cho các tạp chí văn học và xuất bản bài thơ đầu tiên của cô trên tạp chí Slipstream năm 2009. Ngay từ năm 2010, Johnson đã trình diễn tác phẩm của mình tại các buổi đọc thơ ở khu vực Madison. Các tác phẩm của cô được xuất bản tại nhiều ấn phẩm như Tạp chí Slipstream, Thơ Asinine, Tạp chí Bờ biển Thái Bình Dương, và Tạp chí Edgewood.
Năm 2011, Johnson trở thành trợ giảng tại Đại học Akron. Cô cũng làm biên tập viên thơ của tờ Rubbertop Review. Cũng trong năm đó, cô trở thành ứng cử viên NEOMFA tại Đại học Akron. Vào cuối năm 2012, thơ của cô đã xuất hiện trên các ấn phẩm như Midwestern Gothic, SOFTBLOW, Rufous City Review, Wicked Alice, Smoking Glue Gun, và nhiều ấn phẩm khác.
Luận án ban đầu của Johnson cho chương trình NEOMFA đã được Nhà xuất bản phê bình thơ quốc gia chú ý vào năm 2013. Tập thơ này, đề tên Inapropriate Sleepover, được nhà xuất bản này phát hành năm 2014. Sau khi hoàn thành chương trình NEOMFA vào năm 2014, Johnson tiếp tục trở thành giảng viên Anh văn tại Đại học Bang Iowa. Cuốn sách thứ hai của cô, Những tội ác của Clara Turlington, được phát hành vào tháng 12 năm 2015 bởi tờ báo Vine Leaves Literary Journal. Johnson cũng là biên tập viên hiện tại của Tạp chí Thơ trong Phòng thay đồ.

## Văn phong
Thể loại mà Johnson thường viết nhất là thơ tự do về các chủ đề xoay quanh sự nữ tính và việc đối xử với cơ thể phụ nữ như một loại hàng hoá, một vấn đề phổ biến được đề cập bởi phong trào nữ quyền từ văn hoá phương Tây. Bài viết của cô được mô tả là vừa "khó nghe" vừa "dễ bị tổn thương" vì nó thảo luận và phê phán các chuẩn mực văn hóa Mỹ cũng như những kỳ vọng của xã hội đối với phụ nữ. Những bài thơ của cô cũng thường xuyên đề cập đến văn hóa đại chúng, thường là đề cập tới những nhân vật nổi bật như Marilyn Monroe, Betty Boop, Justin Bieber và Victoria's Secret. Johnson đã nói rằng cô ấy lấy cảm hứng từ các nhà thơ chịu ảnh hưởng bới Arielle Greenberg như Chelsey Minnis và Mary Biddinger.

## Sự công nhận và các giải thưởng đạt được
Johnson đã giành được Giải thưởng Bộ sưu tập Vignette năm 2015 từ Tạp chí Văn học Vine Leaves cho cuốn sách Những tội ác của Clara Turlington. Giải thưởng bao gồm việc xuất bản cuốn sách của cô ấy và một phần thưởng tiền mặt. Cuốn sách của cô, Inappropriate Sleepover, cũng được đề cử cho Giải thưởng Văn học của Nhà phê bình Thơ Quốc gia. Bài thơ của cô, "Mẫu thử Miễn phí" đã được đề cử cho "Best of the Net" vào năm 2010.

## Tác phẩm
- Inappropriate Sleepover (2014, Nhà xuất bản phê bình thơ quốc gia)
- Những Tội lỗi của Clara Turlington (2015, Tạp chí Văn học Vine Leaves)[24]
- Không có: Cơ thể, Tên, Đất nước[25][26]